# حزیمه بنت ناصر
حزیمه بنت ناصر (عربی: حزیمة بنت ناصر؛ ۱۸۸۴ – ۲۷ مارس ۱۹۳۵ (۵۱ سال)) او ملکهٔ سوریه (مارس ۱۹۲۰ - ژوئیه ۱۹۲۰) و ملکهٔ عراق (۱۹۲۱ -۱۹۳۳) بود.